# Rayvon Owen
Rayvon Owen (Richmond, Virgínia, 27 de juny de 1991) és un cantant estatunidenc. Va néixer a Richmond (Virgínia), on viu amb la seva mare soltera i una germana. Va estudiar a l'institut Henrico i a la Universitat Belmont, i va treballar com a cantant i professor de cant. Va ser finalista de la catorzena temporada d'American Idol, on va quedar quart a la classificació general. Va publicar el seu EP Cycles el 2014 abans de presentar-se al concurs.
El cap de setmana del Dia de Sant Valentí de 2016 Rayvon va publicar el senzill "Can't Fight It", escrit amb Mylen, Nate Merchant i Isaiah Tejada. El videoclip va servir com a sortida de l'armari perquè al final feia un petó amb l'activista LGBT Shane Bitney Crone. Rayvon va afirmar a Billboard: "Us sorprendríeu de la quantitat de vegades que vaig intentar resar per allunyar el gai de mi o que vaig tractar de dir-li a Déu de treure-m'ho de sobre. Cap nen hauria de fer el que vaig fer i resar perquè no sigui qui és. Per això crec que és important, fins i tot l'any 2016, dir-ho". L'endemà Shane Bitney Crone va anunciar que ell i Owen eren parella.

## Discografia

### EP
| Àlbum  | Detalls |
| ------ | --- |
| Cycles | - Estrena: 26 d'agost de 2014 - Lletres: Rayvon Owen, Cameron Bedell, David Smith, Ryan Key, Stephen "Stevie" Aiello, Ross Bridgeman, Seth Jones - PRoductors: Seth Jones, Ross Bridgeman |

### Singles
- 2016: "Can't Fight It"

Singles sigitals

| Any  | Cançó                               |
| ---- | ----------------------------------- |
| 2015 | "Everybody Wants To Rule The World" |
| 2015 | "Since U Been Gone"                 |
| 2015 | "Set Fire to the Rain               |